# 111 West 57th Street
O 111 West 57th Street, também chamado de Torre Steinway, é um arranha-céu residencial localizado em Midtown Manhattan na cidade de Nova Iorque, Estados Unidos. Foi desenvolvido pela JDS Development Group e Property Markets Group e faz parte da Ala dos Bilionários, no lado norte da Rua 57 e próximo da Sexta Avenida. A parte principal do edifício é uma torre de 435 metros de altura e 84 andares projetada pela firma SHoP Architects e finalizada em 2022, enquanto preservado na base está o Steinway Hall de dezesseis andares, uma antiga loja da Steinway & Sons projetada pela firma Warren and Wetmore e finalizada em 1925.
O Steinway Hall foi proposto pela primeira vez em 1916, porém só foi completado nove anos depois por causa de processos jurídicos e outros atrasos. O local serviu de loja, sala de recitais e edifício de escritórios por quase nove décadas, porém nunca foi bem sucedido como um empreendimento especulativo. Os planos para um arranha-céu residencial no local começaram em 2005 e a JDS adquiriu terrenos para o edifício entre 2012 e 2013. A torre, apesar de seu tamanho, foi tecnicamente construída como uma adição ao Steinway Hall. Sua construção começou em julho de 2015 e a antiga loja foi restaurada como parte do projeto residencial. O empreendimento enfrentou várias dificuldades, incluindo problemas financeiros, processos jurídicos e disputas trabalhistas. 
O 111 West 57th Street contém 59 apartamentos de luxo: catorze no Steinway Hall e 45 na torre. O edifício residencial possui uma fachada de vidro com pegões de terracota, enquanto seu pináculo tem vários recuos no lado sul. É um dos arranha-céus mais altos dos Estados Unidos e o arranha-céu mais fino do mundo com uma relação largura-altura de 1:24. O Steinway Hall é um marco de Nova Iorque e sua fachada é feita em sua maior parte de tijolos, calcário e terracota. O 111 West 57th Street tem várias comodidades, a maioria localizada na base, bem como uma grande rotunda dentro do Steinway Hall que também é um marco da cidade.

## Local

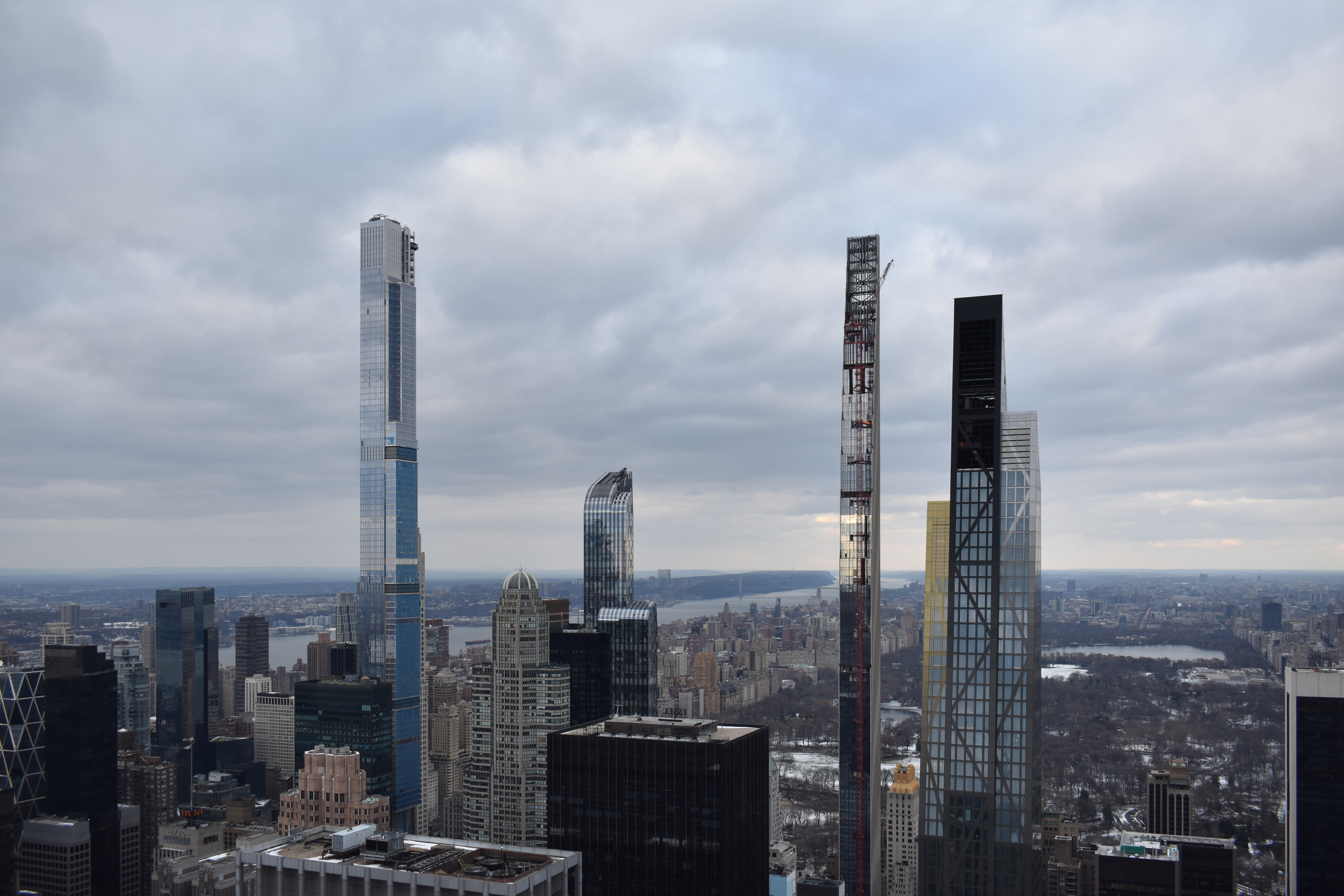
Parte da Ala dos Bilionários. Da esquerda para direita: Central Park Tower, One57, 111 West 57th Street e 53W53

O 111 West 57th Street está localizado no bairro de Midtown Manhattan na cidade de Nova Iorque, no estado de Nova Iorque, Estados Unidos. Está um quarteirão ao sul do Central Park, entre a Sexta Avenida ao leste e a Sétima Avenida ao oeste. O edifício ocupa os lotes 105 ao 113 da Rua 57 Oeste, tendo uma fachada na Rua 57 ao sul e outra na Rua 58 ao norte. O terreno é retangular e ocupa uma área de 1 915,8 metros quadrados, tendo 32,3 metros de largura nas Ruas 57 e 58 e 61,21 metros de profundidade entre as duas ruas.
O edifício ocupa o mesmo quarteirão da Igreja Batista do Calvário, One57 e Alwyn Court ao oeste, enquanto o The Quin está diretamente ao leste. O 111 West 57th Street também está próximo do Carnegie Hall, Carnegie Hall Tower e Metropolitan Tower um quarteirão ao oeste; o Thompson Central Park New York Hotel, 130 West 57th Street e 140 West 57th Street do outro lado da Rua 57 ao sul; e a Hampshire House e Trump Parc do outro lado da Rua 58 ao norte. Está sobre a estação 57th Street das linhas F e <F> do Metrô de Nova Iorque. O 111 West 57th Street é um de vários grandes empreendimentos ao redor da Rua 57 e do Central Park que são coletivamente chamados de Ala dos Bilionários. Outros edifícios incluem o 432 Park Avenue quatro quarteirões ao sudoeste, o 220 Central Park South um quarteirão ao noroeste, a Central Park Tower um quarteirão ao oeste e o vizinho One57.
Na base do prédio está o Steinway Hall, uma antiga loja e sala de recitais da Steinway & Sons que é um marco designado de Nova Iorque. O Steinway Hall fazia parte de um polo artístico desenvolvido ao redor de dois quarteirões da Rua 57 Oeste a partir da Sexta Avenida até a Broadway entre os séculos XIX e XX, iniciado com o Carnegie Hall em 1891. A área contém vários edifícios construídos como residências para artistas e músicos, como o 130 e 140 West 57th Street, Rodin Studios e The Osborne. Além disso, na área estavam as sedes de organizações como Sociedade Americana de Belas Artes, o Clube Lotos e a Sociedade Americana de Engenheiros Civis.

## História

### Steinwall Hall
A Steinway & Sons operava desde 1864 uma sala de exposição de pianos e auditório musical na Rua 14 da Baixa Manhattan, onde a indústria do piano estava localizada. Essa indústria se mudou para a Rua 57 depois da inauguração do Carnegie Hall em 1891, fazendo a Steinway & Sons procurar um local na área.

#### Construção
A empresa identificou em 1916 um local nos números 109–113 da Rua 57 Oeste, entre a Sexta e Sétima Avenidas, com um terreno que estendia-se até a Rua 58. William K. Benedict e a Marvin & Davis projetaram um edifício de dez andares para o local. Os trabalhos foram adiados porque a Resolução de Zoneamento de 1916 proibia edifícios não residenciais naquela parte da Rua 58. Além disso, moradores do bairro tinham processado a Steinway & Sons, mas acordos foram alcançados até julho de 1920. A empresa adquiriu oito lotes nas Ruas 57 e 58 entre 1920 e 1924, com a firma de arquitetura Warren and Wetmore projetando um edifício de dezesseis andares, para qual plantas foram apresentadas em julho de 1923. O novo Steinway Hall foi construído entre junho de 1924 e abril de 1925. Muitos dos estúdios já tinham sido alugados no final de 1924.
O número 111 da Rua 57 Oeste foi inaugurado em 27 de outubro de 1925 com uma apresentação de Willem Mengelberg e 35 músicos da Filarmônica de Nova Iorque transmitida no rádio. O edifício custou três milhões de dólares, representando aproximadamente um quarto de todos os ativos da Steinway & Sons na época. A empresa ocupou os primeiros cinco andares e alugou o resto. No subsolo havia uma área de armazenamento, envio e teste de pianos de cauda; no primeiro andar ficava a recepção e sala de vendas; no segundo mais salas de vendas; escritórios executivos no terceiro e estúdios musicais no quarto e quinto. A Steinway & Sons ocupava apenas a parte de trás do quarto andar, onde tinha uma grande oficina. O "banco dos pianos" no subsolo tinha mais de trezentos pianos avaliados em mais de quinze milhões de dólares.

#### Uso

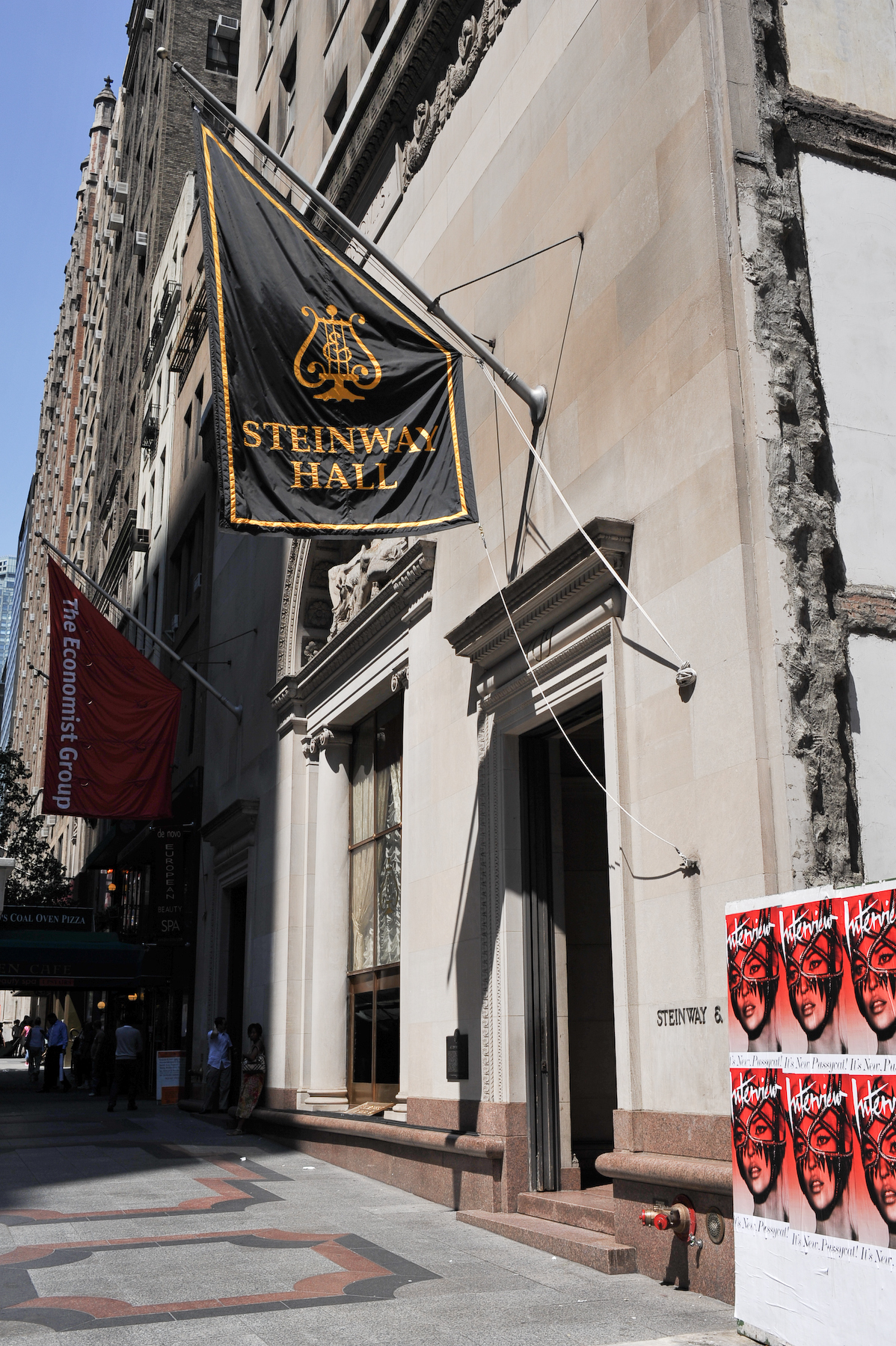
Entrada do Steinway Hall na Rua 57 em 2008

Segundo James B. Stewart do The New Yorker em 2001, "quase todo virtuoso do século XX" passou pela recepção do primeiro andar enquanto seguiam para o Departamento de Concertos e Artistas no subsolo. Dentre as performances memoráveis ocorridas no edifício estava um recital duplo de piano em 1928 por Vladimir Horowitz e Sergei Rachmaninoff. A intenção era que o Steinway Hall também fosse um empreendimento especulativo para a Steinway & Sons, porém não foi muito bem sucedido nisso, com uma rentabilidade de apenas dois por cento. Mesmo assim, todos os estúdios estavam alugados em 1940. Inquilinos pelo passar dos anos incluíram publicações como a Musical America, Architectural Forum e The Economist, bem como estúdios de transmissão da CBS. Outros inquilinos incluíram a escola de dança de Louis Harvy Chalif.
Steinway Hall recebeu em maio de 1939 uma primeira hipoteca de 850 mil dólares da Hubbard, Westervelt & Mottelay Inc.. O início da Segunda Guerra Mundial forçou o fechamento temporário do salão de recitais. A Manhattan Life Insurance Company arrendou um espaço no terceiro andar em março de 1957 para seus departamentos de tabulação e contabilidade. O Steinway Hall e seu terreno foi comprados pela Manhattan Life no ano seguinte, com a empresa planejando ocupar o edifício como seu escritório. Nesta época, os inquilinos incluíam a Musical Forum, Columbia Artists Management e a Sociedade Sinfônica Filarmônica de Nova Iorque. O Steinway Hall desta forma se tornou o Edifício Manhattan Life Insurance Company, mas a Steinway & Sons continuou a arrendar um espaço, incluindo a sala de exposição do térreo.
O edifício foi comprado em 1980 pela 111 West 57th Street Associates, com o incorporador imobiliário Bernard H. Mendik simultaneamente pagando 8,65 milhões de dólares pelo arrendamento. A escultura de Apolo acima da entrada principal foi restaurada e a placa sobre a entrada foi substituída, enquanto em 1990 o The Economist se mudou para o prédio. Jeffrey Biegel realizou em julho de 1997 a partir do Steinway Hall o primeiro recital de música clássica transmitido ao vivo pela internet em vídeo e áudio. A Steinway & Sons recomprou o edifício no início de 1999 por aproximadamente 62 a 63 milhões de dólares, permitindo que a empresa começasse a cobrar aluguel dos inquilinos. A Steinway & Sons também arrendou o terreno por 99 anos do antigo dono do prédio, que manteve a propriedade do terreno. O Steinway Hall foi designado um marco de Nova Iorque pela Comissão de Preservação de Marcos em novembro de 2001, desta forma protegendo a construção legalmente de demolição. A Manhattan Life deixou o edifício no mesmo ano, enquanto a XM Satellite Radio abriu um estúdio no local.

### Planejamento da torre

#### Planos iniciais
A Investcorp e a Ceebraid-Signal compararam em maio de 2005 o Ritz Fur Shop no número 107 da Rua 57 Oeste, ao lado do Steinway Hall, por 23 milhões de dólares, mais 8,75 milhões pelos direitos aéreos vizinhos. Segundo a The Real Deal, a venda foi finalizada no ano seguinte por 52 milhões. As duas planejavam construir uma torre de 35 andares com 37 unidades residenciais, três andares inferiores de espaço de escritórios e térreo e subsolo de espaço de varejo. A Starwood Capital Group comprou o terreno 105–107 West 57th Street em outubro de 2006 por 52 milhões, com trinta milhões sendo de um empréstimo da Eurohypo. Demolição do local começou no mesmo ano. A Starwood Capital supostamente planejava construir uma nova torre de hotel para a Starwood Hotels and Resorts como parte da sua nova marca de luxo Hotel Crillon, baseada no Hôtel de Crillon de Paris. Segundo a autora Katherine Clarke, o local era tão pequeno que qualquer torre em potencial não poderia ser realisticamente maior do que 210 metros.
A Starwood vendeu a maior parte de sua participação no início de 2012 para a JDS Development Group por quarenta milhões de dólares, mas permaneceu como parceira em um empreendimento conjunto. David Juracich, um conhecido do executivo Michael Stern da JDS, tinha uma participação indireta. Planos para o 105–107 West 57th Street foram apresentados em março ao Departamento de Edifícios da Cidade de Nova Iorque, sneod uma torre de 205 metros e 51 andares com 27 apartamentos de luxo. Ilustrações foram publicadas em setembro. Essa torre foi projetada pela CetraRuddy e teria uma fachada inclinada com varandas de frente ao Central Park. Esperava-se que a construção começasse entre 2013 e 2014. As plantas baixas seriam restringidas porque o terreno tinha apenas treze metros de largura, tanto que talvez não existiria espaço suficiente para maquinários e elevadores. Além disso, a altura de 205 metros não se destacaria em relação aos prédios ao redor, um ponto de discórdia para Stern.

#### JDS e PMG
A Steinway & Sons anunciou no final de 2012 que venderia o Steinway Hall, adjacente ao empreendimento 107 West 57th Street, por 46 milhões de dólares. A empresa estava perdendo na época cinco milhões anualmente por causa do Steinway Hall. Um empreendimento conjunto entre a JDS, Property Markets Group (PMG) e o investidor Arthur P. Becker comprou o edifício em março de 2013. A JDS pagou 131,5 milhões para a Wexford Capital três meses depois pelo terreno, uma estrutura adjacente e os direitos aéreos. A Starwood Capital saiu do empreendimento conjunto depois da compra, deixando a JDS e PMG como as empreendedoras, com a Steinway & Sons recebendo permissão de permanecer no local por mais dezoito meses. A JDS e PMG compraram os arrendamentos dos outros onze inquilinos ou deixaram que terminassem.
Os empreendedores pouco depois conseguiram um empréstimo de 230 milhões da Annaly Capital Management para o desenvolvimento do local. Stern e Kevin P. Maloney da PMG ainda não tinham dinheiro para financiarem a construção da torre, com Maloney entrando em contato com Becker, que por sua vez falou com o investidor britânico Andy Ruhan sobre a possibilidade de investir no local. Ruhan inicialmente prometeu ser investidor principal, porém acabou diminuindo seu investimento e assumiu uma participação de 26,3 por cento com Becker. Becker e Ruhan concordaram em dar 49,9 por cento de seus lucros para os logarcas russos Sergei Adoniev e Albert Avdolian, que lhes tinham emprestado 21 milhões por meio de um conjunto de sociedades de responsabilidade limitada. Isto não era estritamente ilegal, porém não foi divulgado para os outros investidores do 111 West 57th Street, que talvez teriam recuado do empreendimento por causa dos rumores negativos sobre os negócios de Adoniev. A AmBase Corporation comprou em junho de 2013 uma participação de 59 por cento por 56 milhões. Stern e Maloney ficaram com os 14,7 por cento restantes.

#### Novos planos
A aquisição do Steinway Hall e seus direitos aéreos permitiram que a JDS e PMG desenvolvessem um edifício significativamente mais alto. assim eles decidiram criar novos planos. As duas empresas consideraram vários arquitetos, incluindo CetraRuddy, Gehry e HOK, por fim escolhendo a SHoP Architects. Stern afirmou que essa escolha foi porque a firma "não tem medo de ultrapassar limites", como fizeram em seu projeto para o Barclays Center. Seria teoricamente possível construir o arranha-céu no terreno mais estreito adjacente ao Steinway Hall, mas Stern e Maloney queriam convencer a Comissão de Preservação de Marcos a permitir a construção através do centro do edifício, afastado da Rua 57. A comissão precisava aprovar todas as modificações envolvendo o Steinway Hall, mas era conhecida por sua estrita desaprovação de quase todos os planos que envolvessem a demolição de um marco designado. Consequentemente, quaisquer adições precisariam ser construídas ao redor da estrutura já existente.
Os incorporadores pediram permissão em agosto de 2013 para uma torre de 370 metros e 74 andares que teria cem apartamentos acima de seis andares de varejo. Os planos incorporavam o Steinway Hall na base. O processo de planejamento foi complicado ainda mais em meados de 2013, quando a Comissão de Preservação de Marcos considerou designar a rotunda do Steinway Hall como um marco, algo que forçaria os incorporadores a preservarem o espaço. A JDS e PMG expressaram apoio para essa designação, com a rotunda sendo designada um marco em setembro. Imagens atualizadas da torre foram publicadas ainda no mesmo mês. O novo projeto teria 410 metros de altura, 45 andares de apartamentos  e uma largura de apenas dezoito metros para um índice de esbeltez de 1:23. A JDS e PMG apresentaram seus planos para a Comissão de Preservação de Marcos em outubro, prometendo restaurar a rotunda do Steinway Hall em troca da aprovação. Preservacionistas e alguns membros da comissão expressaram suas dúvidas, mas o plano foi aprovado, permitindo que os incorporadores pedissem pelas permissões de construção.

### Construção da torre

#### Progresso inicial

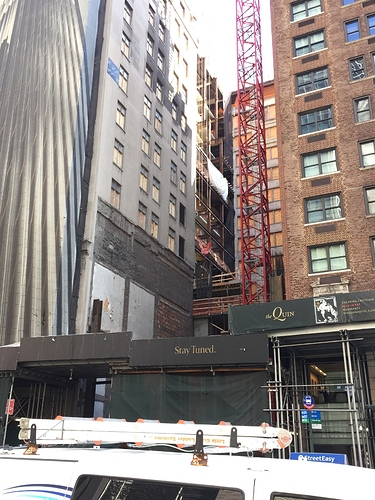
Obras em junho de 2016

A JDS e PMG começaram a procurar financiamento, realizando uma cerimônia de início de obras no começo de 2014. Um guindaste foi instalado em julho; ele media 67 metros e era o guindaste independente mais alto da história de Nova Iorque. Maloney pediu ao empresário emiradense Khadem al-Qubaisi ajudassem a financiar o projeto, mas os parceiros de Maloney não aceitaram a oferta de Qubaisi. O Departamento de Edifícios da Cidade de Nova Iorque aprovou em janeiro de 2015 as autorizações finais do projeto. Essas autorizações eram para uma torre de oitenta andares, com um telhado de 425,8 metros e uma coroa de 7,3 metros para um pináculo de 433,1 metros. A torre nessa época teria 55 apartamentos de luxo e seria finalizada em 2017. A nova torre foi classificada como uma alteração ao Steinway Hall, que também tinha o endereço do número 111 da Rua 57 Oeste, por conta de tecnicalidades da lei de zoneamento de Nova Iorque. A área de piso do edifício cresceria em 2 850 por cento com a construção da torre. A altura da proposta foi ligeiramente aumentada em março de 2015 para 435.2 metros. Os incorporadores criaram uma maquete dos painéis da fachada e também abriram um escritório de vendas na Quinta Avenida.
Enquanto isso, os custos de construção tinham crescido em mais de cinquenta milhões de dólares por causa de complicações de se trabalhar ao redor do Steinway Hall. O local precisava ser escavado manualmente para não atrapalhar os inquilinos do Steinway Hall; materiais precisavam ser deixados dentro do edifício, enquanto o guindaste não podia operar com ventos maiores de 56 quilômetros por hora. Os incorporadores emitiram seis chamadas de capital totalizando 63,6 milhões de dólares. A AmBase participou apenas das primeiras quatro chamadas, fornecendo uma pequena quantia a cada vez, assim a JDS e PMG diminuíram a participação da AmBase de 60,3 para 43,5 por cento. A empresa estava em maio querendo reduzir seu envolvimento. Os incorporadores receberam um empréstimo de construção de 725 milhões da American International Group (AIG) e Apollo Global Management após um ano de negociações. A AIG fez um empréstimo de quatrocentos milhões de dólares e a Apollo um de 325 milhões, enquanto a Autoridade de Investimento do Catar fez um empréstimo de 161,5 milhões para uma das subsidiárias da Apollo. A JDS e PMG levantaram 125 a 150 milhões de dólares a mais por conta própria.
A Apollo inicialmente estimou que os apartamentos venderiam por 75 a 108 mil dólares por metro quadrado, enquanto os incorporadores estavam considerando vender cada unidade por até cem milhões. A Corcoran Group tinha sido a corretora original, ganhando um honorário fixo de dez mil dólares até o plano de condomínio fosse aprovado. A corretora em seguida ganharia uma comissão de 2,1 por cento por cada venda. O Procurador-Geral de Nova Iorque aprovou no final de 2015 o plano de oferta de condomínio, indicando que as unidades venderiam por um total de 1,45 bilhão, com o maior preço sendo sessenta milhões. Maloney afirmou em março de 2016 que as vendas não começariam até o ano seguinte pelo desaceleramento no mercado residencial de luxo. A construção já tinha subido acima do nível da rua em junho.

#### Questões financeiras

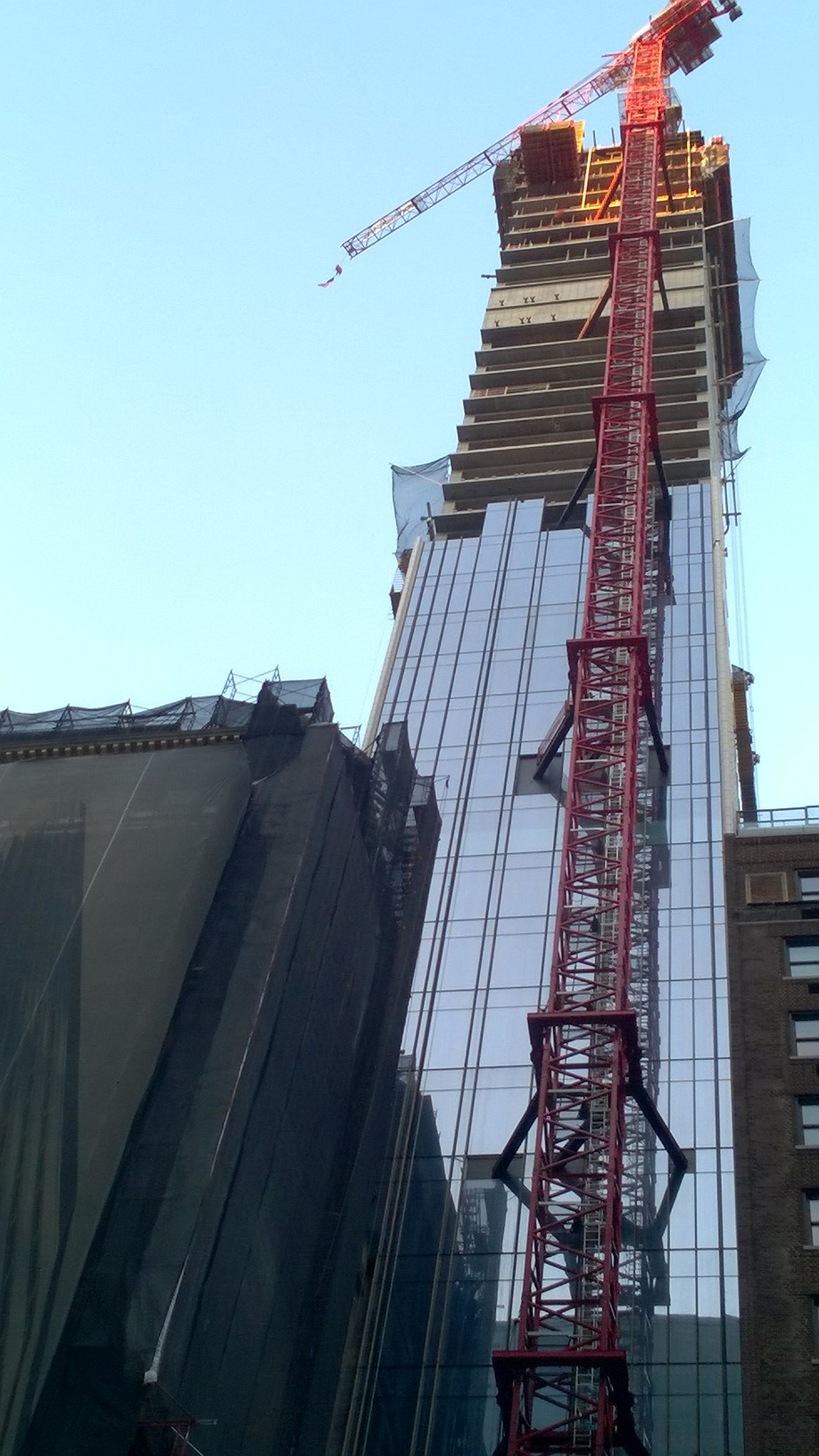
Obras em janeiro de 2018

O projeto enfrentou dificuldades financeiras e um processo jurídico da AmBase, bem como uma briga entre Stern e Maloney sobre atrasos e orçamento. Os incorporadores deram um calote no empréstimo de 325 milhões de dólares da Apollo em janeiro de 2017, com investidores não mais sendo receptivos às chamadas de capitais dos incorporadores. A JDS e PMG negociaram um acordo de moratório de hipoteca em trezentos milhões da dívida, enquanto os 25 milhões restantes foram vendidos para a Spruce Capital Management. Os termos do acordo com a Spruce foram incomumente rígidos, permitindo que a empresa tomasse controle total do edifício dentro de vinte dias de uma execução hipotecária e sem qualquer leilão público, a menos que os incorporadores apresentassem uma objeção formal. Os incorporadores estavam tentando negociar outro empréstimo de cem milhões com a Baupost Group para repagar a Spruce, mas isto foi vetado pela AmBase.
Enquanto isso, a fachada do Steinway Hall foi restaurada no início de 2017. A JDS também restaurou o salão de recitais no oitavo andar depois de Marci Clark, a diretora do departamento de publicidade, ter descoberto fotos de arquivo do recital. A construção parou em julho de 2017 depois de vinte andares terem sido erguidos. A Spruce afirmou na época que não tinha recebido o pagamento do empréstimo de 25 milhões e iniciou os processos de execução hipotecária, fazendo com que a AmBase iniciasse outro processo jurídico contra Maloney, Stern e a Spruce. A Suprema Corte de Nova Iorque julgou em favor da Spruce, permitindo que a empresa transferisse todo o empreendimento para Maloney e Stern, limpando completamente todo o investimento da AmBase. A torre alcançou em novembro uma altura de aproximadamente 150 metros e uma fachada inicial de vidro começou a ser instalada. Os desenvolvedores nesta altura tinham gastado quase um bilhão de dólares e ainda faltava muito para finalizar a construção. Apesar das dificuldades financeiras e jurídicas, vários apartamentos já tinham sido comprados.
A altura passou da metade em março de 2018 com mais de 210 metros. Dois meses depois, a Madison Realty Capital deu um investimento preferencial de noventa milhões de dólares, permitindo que a construção continuasse. Em troca, Stern e Maloney precisariam pagar a Madison todo o dinheiro disponível ao final do projeto mais até trinta por cento dos lucros anuais, enquanto a empresa recebeu o direito de veto a quaisquer mudanças significativas. A Corcoran foi demitida pouco depois como corretora e substituída pela Douglas Elliman, fazendo a Corcoran processar. Os incorporadores enviaram papeladas ao Procurador-Geral em agosto de 2018 para elevarem os preços. As vendas foram relançadas oficialmente pouco depois com preços entre dezoito e 56 milhões de dólares; alguns apartamentos foram colocados à venda na época. O edifício nesta altura era mais comumente conhecido por seu endereço do que por seu nome coloquial "Torre Steinway".

#### Finalização

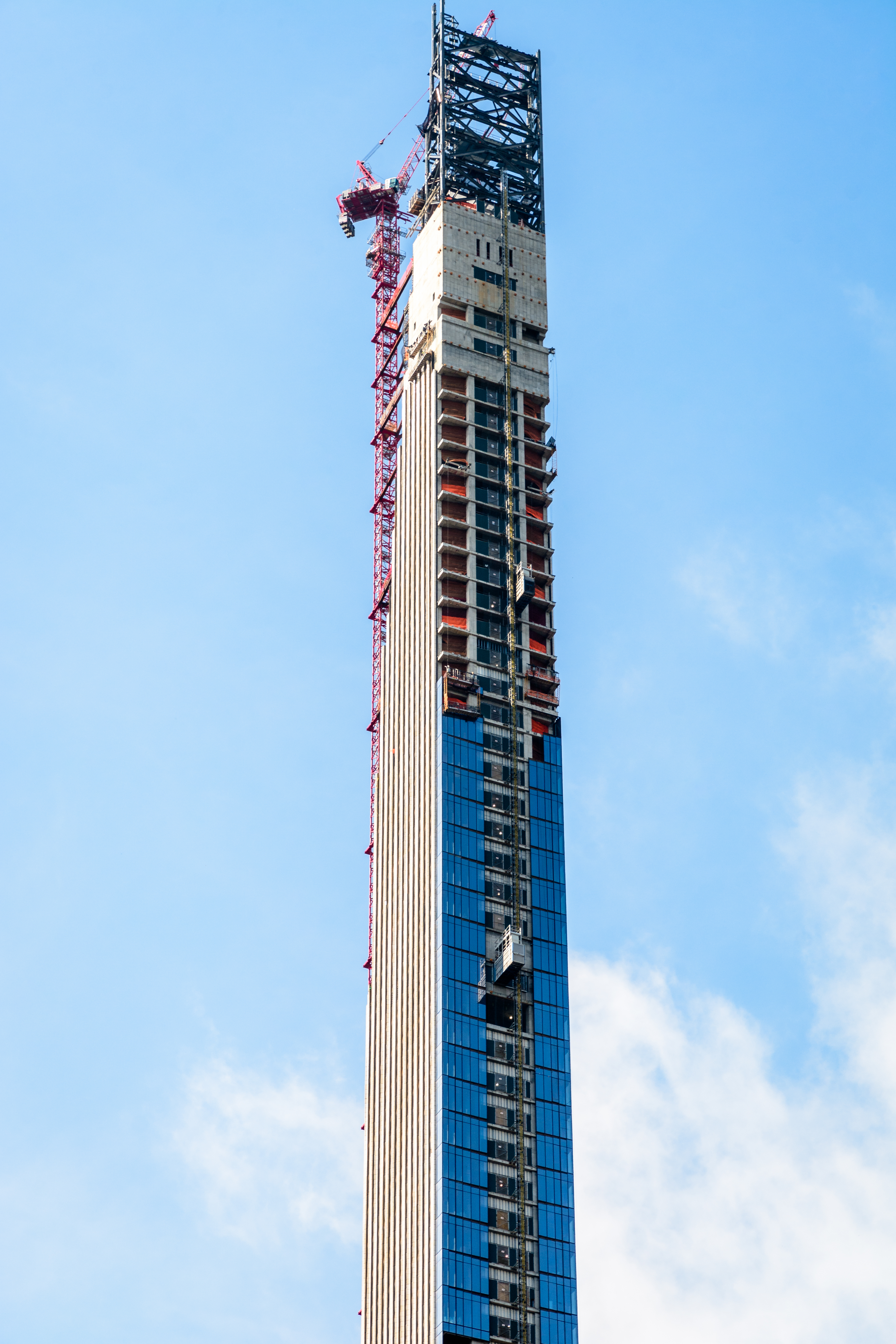
Obras em setembro de 2019

A forma de concreto do edifício chegou ao seu topo em abril de 2019, enquanto a estrutura aço chegou ao topo do parapeito em outubro. O mercado de propriedades de luxo na época não estava favorável, mas mesmo assim a cobertura de 666,6 metros quadrados estava em negociação em meados do ano por perto do valor pedido de 58 milhões de dólares, transformando-se em uma das vendas de apartamento mais caras de Nova Iorque no ano. A Newmark Group foi contratada em agosto para encontrar inquilinos para os 4,6 mil metros quadrados de espaço de varejo nos primeiros quatro andares e subsolos. No mês seguinte, a JDS pediu credores por um empréstimo de 1,1 bilhão para substituir o empréstimo de construção de 725 milhões da AIG. A rotunda do Steinway Hall foi restaurada pela John Canning Studios em 2020, com os danos de água mitigados, os tetos e entablamentos consertados e as paredes e metalurgia limpados. A fachada e o telhado do salão também foram restaurados. A oferta de condomínio do 111 West 57th Street entrou em vigor em fevereiro de 2020 depois de quinze por cento das unidades terem sido vendidas, com a primeira venda de uma unidade no Steinway Hall sendo finalizada em abril.
A construção desacelerou bastante pelo início da pandemia de COVID-19 nos primeiros meses de 2020, bem como pela queda de um guindaste no mesmo ano. Compradores em potencial ficaram proibidos de visitar o edifício por dezesseis meses devido às restrições de saúde pela pandemia. Isto fez com que o projeto corresse o risco de perder prazos importantes de construção e consequentemente sofrer também uma queda no número de vendas. Entretanto, apesar da redução da atividade imobiliária em decorrência da pandemia, houve várias vendas multimilionárias no 111 West 57th Street em meados do 2020, com a cobertura sendo finalmente comprada em dezembro pelo valor de cinquenta milhões de dólares. Outro apartamento foi alvo de uma guerra de lances entre o empresário Gavin Wood e outro comprador anônimo que acabou vencendo. A fachada estava sendo finalizada em setembro de 2020, enquanto o guindaste foi desmontado em março de 2021.
Foi proposto em maio de 2021 construir um museu de tokens não fungíveis no 111 West 57th Street, o que transformaria o alto do edifício em uma antena. Além disso, o incorporador Steve Witkoff foi contratado como consultor durante a finalização da construção. Nesta altura, Stern e Maloney planejavam finalizar os interiores em estágios, priorizando apartamentos já vendidos. A Corcoran voltou a ser a corretora em fevereiro de 2022, enquanto a parte inferior da torre estava sendo finalizada em março. Os últimos elementos da fachada estavam sendo instalados no mês seguinte, com as primeiras vendas do condomínio sendo finalizadas. Quase metade dos condomínios já tinham sido vendidos em maio. Os interiores foram finalizados em novembro de 2022, com toda a construção terminando até o final de 2022.

### Uso residencial
Mahoney considerou o edifício um fracasso comercial. Com as poucas vendas, a Apollo cancelou parte do seu empréstimo em agosto de 2023. Um apartamento modelo no sexagésimo sexto andar, decorado por Rafael de Cárdenas, foi completado no mesmo mês. O M&T Bank emprestou trinta milhões de dólares em outubro. Os primeiros donos de condomínio incluíram o incorporador Christian Candy e o Governo do Canadá, este com um apartamento para seu cônsul-geral. A Sotheby's International Realty assumiu como a agente de vendas do condomínio em julho de 2024, enquanto a casa de leilões Bonhams alugou uma sala de exposições em setembro.

## Arquitetura
O 111 West 57th Street, também chamado de Torre Steinway, foi desenvolvido pela JDS Development Group de Michael Stern e pela Property Markets Group (PMG) de Kevin P. Maloney. A WSP USA foi a engenheira estrutural, enquanto a Jaros, Baum & Bolles foi a engenheira dos encanamento e das áreas mecânicas e elétricas.
A base contém o Steinway Hall projetado pela Warren and Wetmore e acima está a torre de 435,2 metros projetada pela SHoP Architects. Segundo os documentos submetidos pelo arquiteto Gregg Pasquarelli da SHoP, a laje do telhado da torre está 383,29 metros acima do nível da rua, enquanto o pináculo está a 433,91 metros. O 111 West 57th Street tem 84 andares ou 85 incluindo a laje do telhado. O último andar está numerado como 91, enquanto os andares 5–7, 13 e 21–24 são pulados. O andar habitável mais alto está a 346 metros. Também há um subsolo e um meio subsolo que são usados principalmente para serviços e armazenamento.

### Forma
O Steinway Hall tem dezesseis andares e um formado de "L", com uma fachada de 19,2 metros de comprimento na Rua 57 e uma de 30,4 metros na Rua 58. O edifício tem um recuo acima do décimo segundo andar na Rua 57 e recuos acima do nono e décimo segundo andares na Rua 58. O décimo sexto andar na Rua 57, comercialmente o décimo novo, é recuado em todos os lados. O telhado tem um campanário com um telhado piramidal de cobre e farol, semelhante ao Mausoléu de Halicarnasso. O jornalista e historiador arquitetônico Christopher Gray do The New York Times descreveu o campanário como tendo uma "casta escultural, até mesmo funerária".
A torre residencial 111 West 57th Street ocupa um terreno que mede apenas dezoito por 22,8 metros. É um dos edifícios mais altos dos Estados Unidos, bem como o arranha-céu mais fino do mundo com uma relação largura-altura de 1:24. Os últimos andares balançam bastante durante ventos fortes por causa dessa esbeltez. O 111 West 57th Street foi caracterizado como um novo tipo de arranha-céu de Nova Iorque chamados de "torres de lápis". A fachada norte da torre eleva-se diretamente até o pináculo, enquanto a fachada sul contém vários recuos enquanto o prédio sobe, afinando nos andares superiores. O padrão de iluminação do pináculo foi feito pela L'Observatoire International. Por causa do formato do seu pináculo, o 111 West 57th Street também já foi apelidado de "escadaria para o paraíso".

### Fachada

#### Steinway Hall

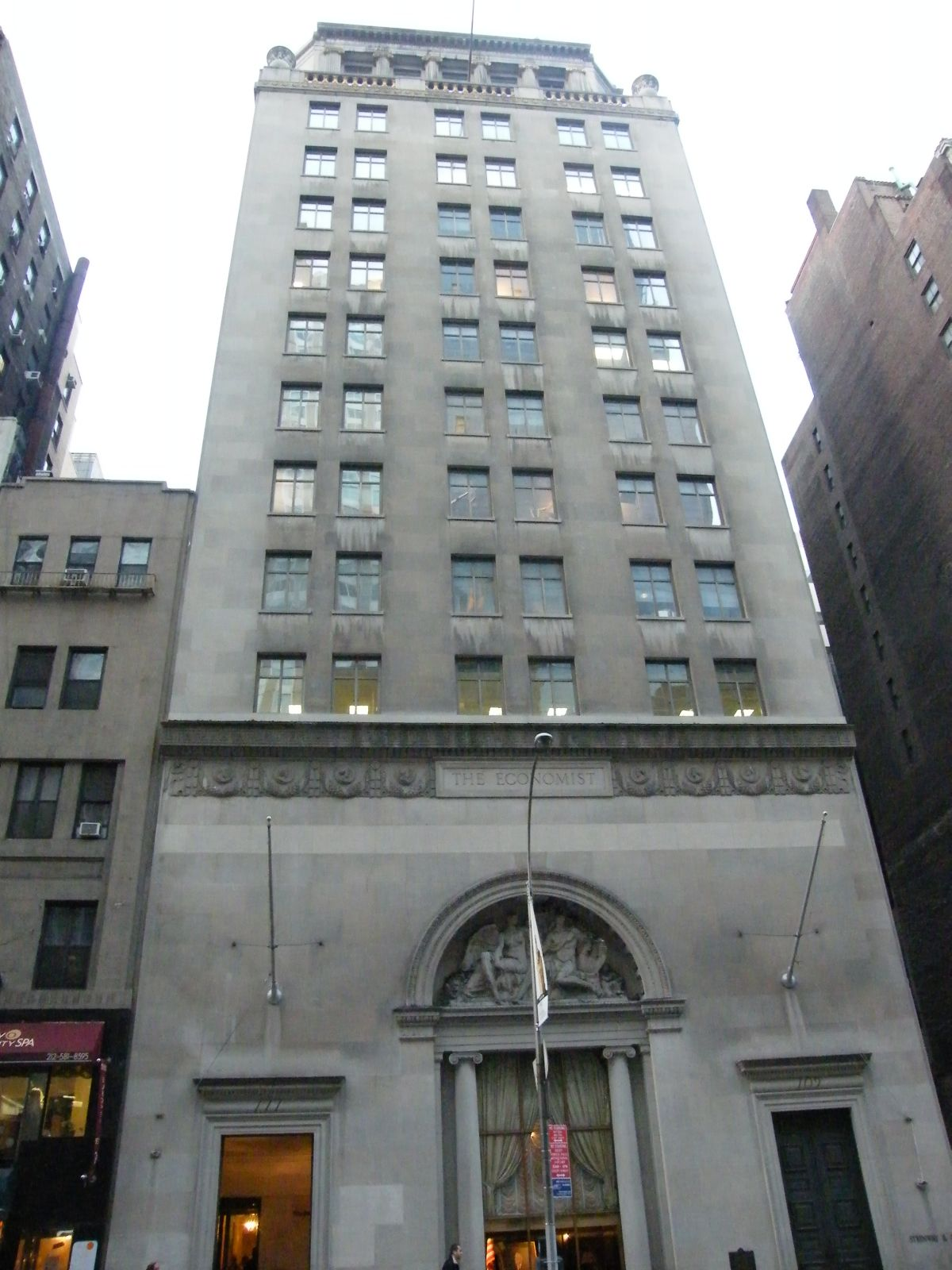
O Steinway Hall em outubro 2008, antes da conversão residencial

Os primeiros três andares da fachada sul do Steinway Hall são feitos de calcário de Indiana acima de um projeção de granito rosa. Dois portais retangulares flanqueiam uma grande arco central. Portas de correr de madeira ficam nos portais, sendo cercadas por molduras e encimadas por entablamentos. A abertura central é uma vitrine que contém um entablamento apoiado por colunas jônicas em cada lado, bem como uma luneta acima do entablamento. Este possui um agrupamento escultura em cimento feito por Leo Lentelli, contendo um baixo-relevo de Apolo. Acima do terceiro andar está um friso com medalhões representando compositores clássicos e pianistas, além de uma placa.
A fachada norte é revestida com tijolos, calcário e terracota. Os dois andares inferiores são revestidos com blocos de calcário rusticado, com o primeiro andar tendo docas de carga em cada extremidade da fachada da Rua 58. Uma dessas docas de carga levava a um elevador de carga para os inquilinos do Steinway Hall, enquanto a outra levava para um elevador de carga usado especificamente pela Steinway & Sons.
Os andares superiores do Steinway Hall são revestidos de tijolos. Há três pares de janelas em cada andar do quarto ao décimo segundo na fachada da Rua 57, já na fachada da Rua 58 há cinco janelas em cada andar do terceiro ao décimo segundo. Há um balaústre no terceiro andar da fachada norte, bem como uma cornija acima do nono andar. Um parapeito coberto por urnas fica acima do décimo segundo andar tanto na fachada da Rua 57 quando na da Rua 58. A fachada oeste é coberta por tijolos lisos e contém algumas aberturas de janelas. O décimo terceiro ao décimo quinto andares possuem cantos chanfrados e colunatas no estilo jônicas, com um parapeito ficando acima do décimo quinto andar. O décimo sexto andar tem pegões de tijolos em cada canto do edifício, arcos rasos de cada lado, fitas na parte inferior e uma cornija no topo.

#### Torre

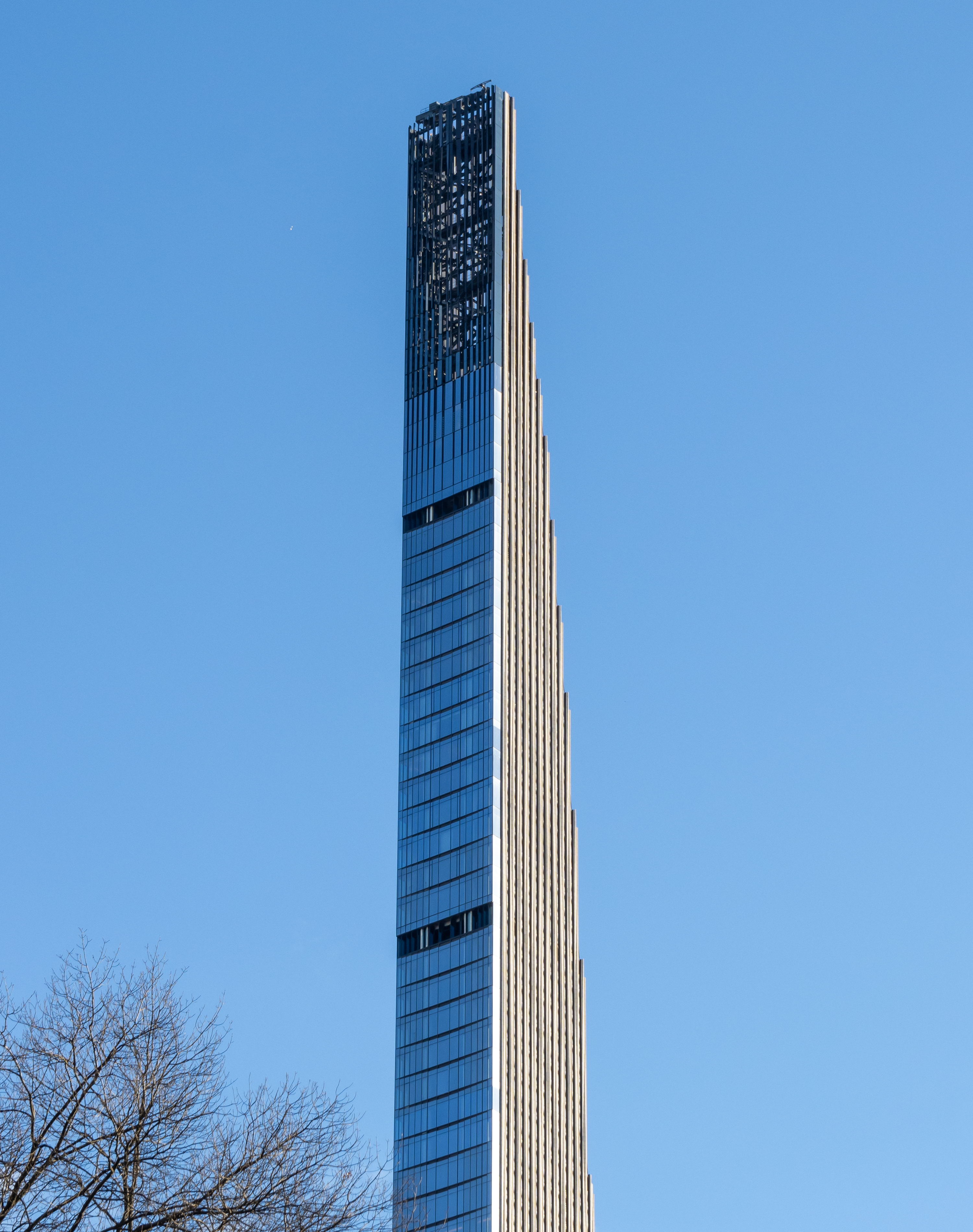
O 111 West 57th Street em março de 2024

A fachada da torre foi projetada pela Buro Happold e inspirada em arranha-céus mais antigos como o Edifício Empire State, Edifício Chrysler e o 30 Rockefeller Plaza. Há portas de alumínio ou armações de bronze na parte do térreo não ocupada pelo Steinway Hall. Esta seção serve de entrada de varejo e foi incluída apenas porque as leis de zoneamento exigiam. As fachadas norte e sul consistem em grandes muros cortina de vidro. Há mainéis de bronze entre as janelas que projetam-se ligeiramente para fora do muro cortina. A seção do topo da fachada norte, acima do último andar habitável, contém painéis de vidro reflexivo em frente das paredes de concreto armado do pináculo. Há parapeitos de vidro acima de cada recuo, com os terraços do telhado também contendo muretas feitas de alumínio, bronze ou aço.
As elevações leste e oeste são cobertas por janelas mais estreitas que ficam entre pegões verticais de terracota esmaltada, sendo feitos de blocos extrudados e esmaltados dispostos em um padrão ondulado. Seis tons diferentes de branco foram usados para a terracota, que foi produzida na Alemanha e derramada em um de 26 moldes diferentes. A intenção era que os pegões de terracota lembrassem os antigos projetos de prédios terracota de Nova Iorque, enquanto a cor bege complementa a fachada de calcário do Steinway Hall. Cada pegão de terracota sobe até a altura de um dos recuos no pináculo. Entre os pegões há mainéis de bronze que contém padrões curvados que tinham a intenção de lembrarem penas de pássaros. Os pegões e mainéis ajudam a estabilizar a torre ao criarem turbulência do vento.

### Elementos estruturais

#### Aço e concreto

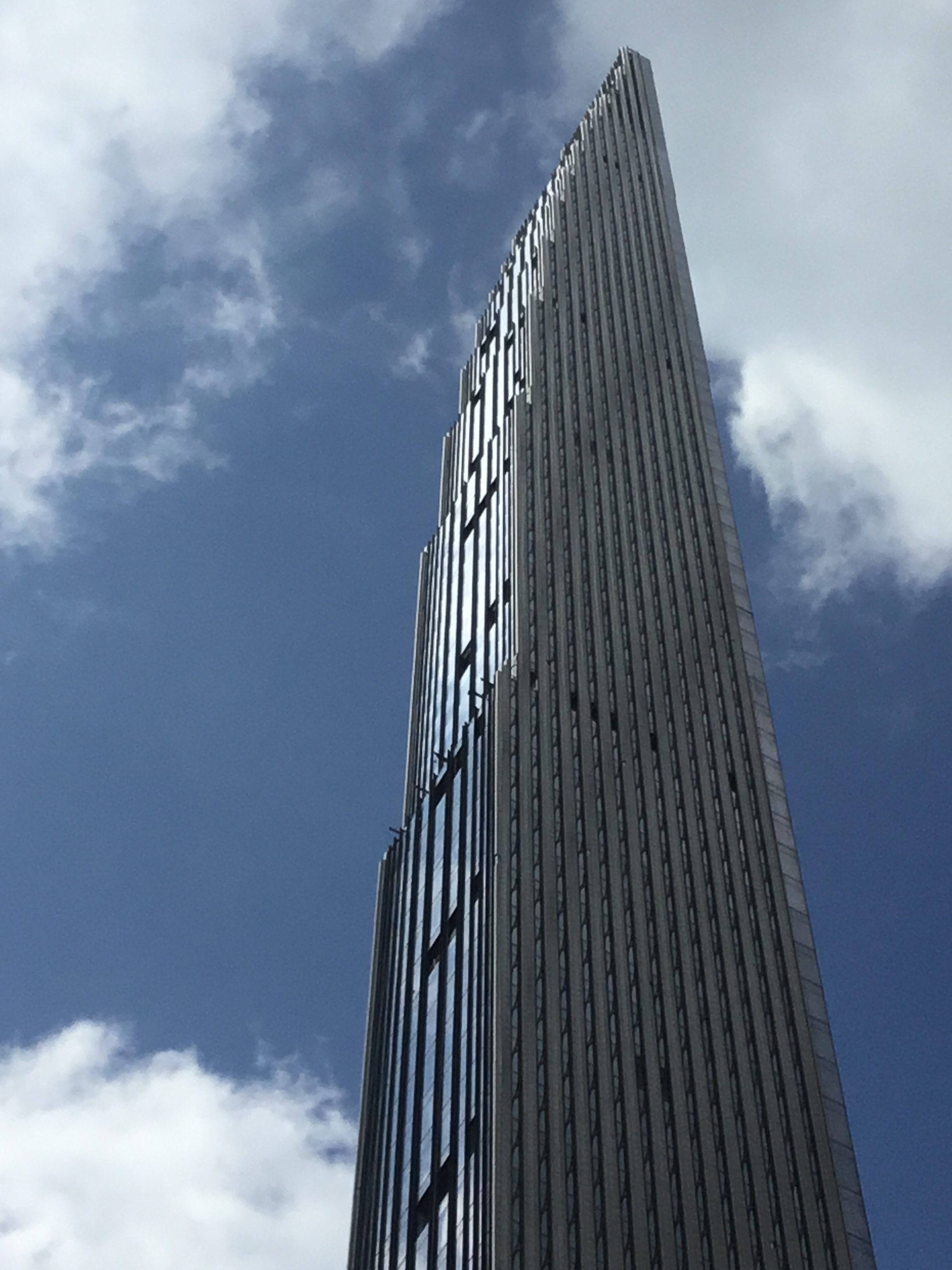
O 111 West 57th Street em agosto de 2021

O Steinway Hall tem uma armação estrutural de aço e/que fica m cima da fundação de concreto armado e gradeados de aço. A rocha sob o prédio consegue aguentar um peso de 590 toneladas por metro quadrado e as bases têm de 1,8 a quatro metros de espessura. Há quase duzentas hastes de aço na fundação do 111 West 57th Street que descem para dentro da rocha subjacente em até trinta metros. Essas fundações profundas são necessárias por causa da grande esbeltez da torre. O edifício tem dois subsolos. O Steinway Hall originalmente tinha um cofre no subsolo que se estendia sob a Rua 57 e que foi parcialmente preenchido e modificado como parte da construção da torre.
A superestrutura do 111 West 57th Street é feita em sua maior parte de concreto, cuja força varia entre 41 e 97 mil quilopascais. O projeto estrutural foi influenciado pela exigência de Stern de que coluna alguma obstruísse as vistas dos apartamentos e também pelas pequenas dimensões dos andares. O núcleo do sistema estrutural é formado por duas grandes paredes de cisalhamento instaladas atrás das fachadas leste e oeste, maximizando a área de cada andar. A espessura das duas paredes de cisalhamento varia entre 76 a 91 centímetros nos andares superiores para 41 centímetros nos andares superiores. A espessura nos andares superiores diminuí para poder acomodar janelas de canto.
As placas de piso do 111 West 57th Street são lajes de concreto de alta resistência com uma resistência à compressão de 97 mil quilopascais. São reforçadas com 510 metros quadrados de vergalhões e placas soldadas. Os andares são sustentados por vigas adicionais a cada três andares. Na extremidade sul de cada andar estão vigas de 1,8 metro, pois não havia espaço para colunas autônomas nessa parte do prédio. Há duas colunas na extremidade norte de cada andar; além destas, as lajes dos andares não são interrompidas por quaisquer outras colunas. Quatro paredes de apoio conectam as colunas com o núcleo mecânico nos andares de serviço. As paredes internas acima das lajes dos andares também se conectam com as paredes de cisalhamento. Três andares são abertos para permitirem que o vento passe pelo edifício, desta forma reduzindo vibrações causadas por desprendimento de vórtices.

#### Coroa
No alto do edifício há uma "coroa" que mede 48,7 ou 51,8 metros de altura e que foi inspirada na coroa do Edifício Chrysler. A coroa fica em cima de um deque feito de um compósito metálico e é reforçada por vigas de aço; ela abriga parte dos equipamentos mecânicos do edifício. O alto da torre inclui um amortecedor de massa sintonizada de 730 toneladas para estabilizar o edifício contra ventos fortes ou terremotos. O amortecedor consiste em dois pesos com placas de aço sintonizadas.

### Interiores
O Studio Sofield projetou os novos espaços e redesenhou os espaços existentes; os interiores originais do Steinway Hall foram projetados por Walter L. Hopkins. Há 59 apartamentos no total. Originalmente seriam sessenta unidades, 46 na torre e catorze no Steinway Hall, mas as duas últimas unidades da torre foram combinadas para um total de 45 apartamentos. Segundo o Departamento de Planejamento Urbano da Cidade de Nova Iorque, a área bruta é de 28 170,5 metros quadrados.
Há 1,9 mil metros quadrados de comodidades espalhadas por vários andares. Uma "unidade não residencial" ocupa o subsolo e os andares 1, 3 e 4, tendo 5 031,4 metros quadrados de espaço comercial. Vários andares da torre e da base contém equipamentos mecânicos, enquanto os andares 51, 71 e 86 são abertos. Há catorze elevadores no 111 West 57th Street: cinco no Steinway Hall e nove na torre. Sete dos elevadores da torre estão dentro de apartamentos individuais, enquanto os restantes são compartilhados por todos os residentes. O Steinway Hall originalmente tinha seis elevadores, um dos quais foi aprimorado como parte do projeto residencial. Há várias decorações pelo edifício, como baixos-relevos de pontos turísticos como a Catedral de São Patrício e o Museu Whitney de Arte Americana.

#### Térreo

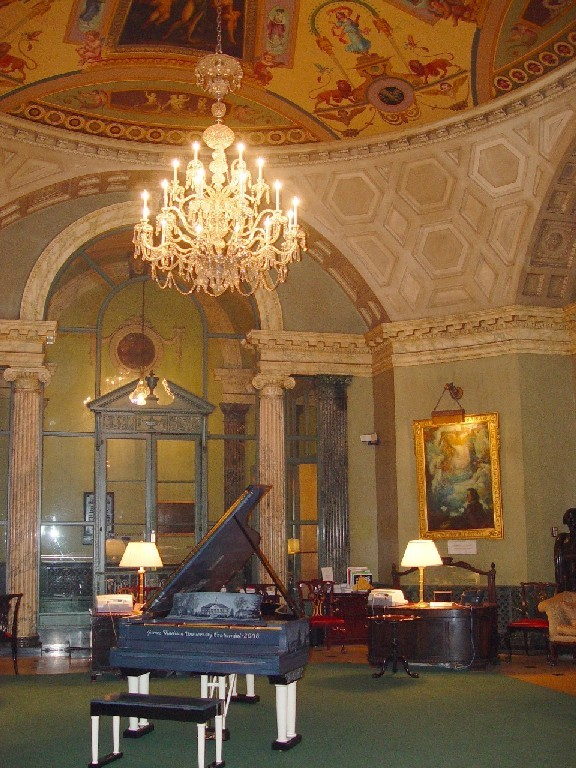
A rotunda do Steinway Hall antes da conversão residencial

Os vestíbulos de entrada originais ocidentais e orientais na Rua 57 possuem pisos de granito rosa e tetos abobadados artesoados. O vestíbulo oriental leva a uma passagem retangular com teto abobadado, que por sua vez se conecta à rotunda principal que fica no segundo andar original. O vestíbulo ocidental por sua vez segue rumo norte para um corredor de mármore que se conecta ao saguão de elevadores original do Steinway Hall. Este saguão tinha paredes de mármore de Botticino e um piso de marmorite branco e preto. Um porte-cochère para residentes fica na Rua 58. Há um elevador de passageiros e carga que conecta o subsolo e a doca de carga do térreo.
A rotunda octogonal do Steinway Hall tem um teto abobadado de 10,6 metros de altura e 13,7 metros de diâmetro. O piso é feito de calcário amarelo estadunidense de Kasota com retângulos de mármore verde incrustados dos Alpes. As laterais da rotunda consistem em quatro arcos feitos de mármore italiano, pilastras feitas de mármore verde grego, pendículos artesoados de apoio e uma cornija contínua de mármore logo abaixo do domo. Um grande lustre fica pendurado do domo. Nas paredes estão quatro pinturas de Paul Arndt que representam "a influência da música nas relações humanas". Ao redor das pinturas estão grotescos e imagens. A parede sul da rotunda contém a vitrine arqueada da Rua 57. Atrás da parede norte estão três arcos de mármore verde no primeiro andar e uma varanda no segundo. O arco central na parede norte leva a uma das salas de exposição de pianos na parte de trás do primeiro andar, enquanto o arco da direita leva ao subsolo. A rotunda podia acomodar até trezentas pessoas sentadas e uma pequena orquestra sinfônica. A rotunda, enquanto era usada pela Steinway & Sons, tinha mobílias ornamentadas e pinturas que lembravam uma casa de alto padrão.
As salas de exposição ficavam aglomeradas em um corredor que saia da rotunda. Esse corredor tinha móveis vermelhos e paredes verdes. As salas de exibição eram cobertas por painéis de madeira a fim de melhorar a acústica. A primeira sala de exposição além da rotunda e vestíbulos era a Sala de Pinheiro, que tinha paredes com painéis de pinheiro, janelas drapeadas, iluminação de lustres e lâmpadas de teto e um teto de gesso branco-marfim em baixo relevo. Dimmers podiam alterar a intensidade da luz para que os instrumentos pudessem ser examinados. Outras duas salas de exibição tinham painéis cor creme e tetos em baixo relevo; uma dessas salas tinha pinturas decorativas e medalhões no teto. Outra sala de exposição, conhecida como a Sala da Claraboia, tinha papéis de parede brancos e pretos representando cenas no estilo imperial francês, bem como uma claraboia sobre mais da metade da sala. A parte de trás do térreo estava a Sala da Nogueira, que tinha painéis de nogueira nas paredes, janelas para a Rua 58 e um teto com vigas e desenhos em tons pastéis. Antiguidades em todas as salas de exposição foram dispostas para complementar as exibições de piano.
A rotunda foi convertida para um espaço de varejo depois da construção da torre, tendo entradas vindas da rua e do saguão residencial. Vários artistas foram contratados para projetarem decorações para o saguão residencial. Há murais folheados a ouro e prata com ébano e temas de elefante, uma referência aos materiais usados nos pianos; um dos murais inclui uma representação de dois elefantes fugindo do Zoológico do Central Park. No saguão também há uma sala de correspondência, área de concierge e banheiro compartilhado. As antigas docas de carga foram reusadas para o saguão. Há portas de bronze customizadas para o saguão dos elevadores.

#### Primeiros andares
Quatro salas de exposição ficavam no andar 2 e eram em geral maiores que aquelas do térreo. Tinham paredes e tetos cor creme e eram conectados por um corredor com paredes verde. As superfícies dos pisos eram cobertas por tábuas de sequoia da Califórnia com 51 milímetros de espessura que podiam aguentar o peso dos pianos. O andar 3 originalmente abrigava os escritórios executivos, enquanto os andares 4 e 8 (originalmente o quarto e quinto andares, respectivamente) eram compostos por estúdios musicais à prova de som. O salão musical original no andar 3 podia acomodar 250 pessoas e foi projetado com paredes de gesso azul-acinzentado, teto em baixo relevo de cor creme, cornija folheada a ouro, piso de parquete de carvalho e sistema de iluminação com dimmer. O andar 8 passou a conter as salas de ensaio e escritórios dos resistentes após a conversão; o projeto das salas faz referência ao uso histórico do edifício. As áreas não residenciais entre o subsolo e andar 4 são atendidas por um elevador.
Os andares 10 e 10M do Steinway Hall constituem a área comunal de comodidades do prédio. Há uma piscina coberta de 25 por 3,7 metros dentro de uma sala de 4,3 metros de altura. A piscina tem um deque de calcário, também existindo uma sauna e salas de vapor e tratamento adjacentes. Também há uma sala de jantar privada, centro fitness e sala de estudos nos mesmos andares. O centro fitness tem um terraço no nível do mezanino, enquanto a sala de jantar privada fica ao lado de uma cozinha. Além disso, há um salão com terraço externo, bem como um simulador de golfe. O edifício também tem uma quadra de pádel, que era a única quadra de pádel particular em Nova Iorque. Também está um bar inspirado no King Cole Bar do hotel St. Regis New York, com claraboias, murais e uma varanda. A área de comodidades é decorada com um lustre que foi transferido da rotunda. Essas áreas nos andares 10 e 10M são conectados por seu próprio elevador.
Os andares restantes do Steinway Hall eram originalmente escritórios para alugar. Os andares até o décimo quinto (atual 18) tipicamente mediam 1 070 metros quadrados, com mais espaço de frente para a Rua 58. O décimo sexto andar (atual 19) era muito menor e tinha a intenção de ser um apartamento estúdio. O andar 11 tem um apartamento de três dormitórios mais apartamentos de um dormitório e estúdios, enquanto os andares 12, 14, 16 e 17 possuem dois apartamentos de três dormitórios cada. O maior apartamento do Steinway Hall é uma cobertura duplex de três dormitórios nos andares 19 e 20, contendo um vestíbulo de entrada, varadas particulares, um escritório, um recanto, uma cozinha e uma sala de estar com teto de 7,9 metros de altura. Todas essas unidades se conectam com o térreo e o andar 10 por dois elevadores.

#### Unidades da torre
Os 45 apartamentos da torre variam de 359,8 a 662,2 metros quadrados. Eles começam acima do décimo sétimo andar, numerado como 20, porque as vistas do Central Park dos andares inferiores são obstruídas por outros edifícios. Há no máximo um apartamento por andar. As unidades são em sua maioria apartamentos de três dormitórios de um andar, porém originalmente existiam sete unidades duplex nos andares 60–61 e 72–83, cada uma tendo de dois a quatro dormitórios. As duas unidades duplex mais altas nos andares 80–83 foram combinadas em um único apartamento antes de 2025, tendo cinco dormitórios. Muitos dos andares têm uma planta aberta e tetos com 4,3 metros de altura. Cada andar é arranjado no formato de um haltere, com aposentos ao norte e sul do núcleo estrutural e conectados por um corredor estreito.
Muitos apartamentos incluem espaços como galerias e salas de jantar com alcovas. Além disso, materiais como pisos e portas de carvalho são usados. A P. E. Guerin Hardware projetou itens domésticos, incluindo maçanetas de bronze no formato do 111 West 57th Street. As cozinhas normalmente possuem balcões de quartzito e eletrodomésticos embutidos, como lava-louças, fogões, geladeiras e freezers. Os apartamentos também têm pisos de madeira escura e ônix, em referência ao projeto do Steinway Hall, com os aposentos sendo separados por portas que medem 2,7 metros de altura. Um apartamento comum, como aquele do andar 43, possui uma sala de estar de frente para o Central Park ao norte e quartos de frente para o sul, bem como closets e eletrodomésticos de banheiro personalizados. Decorações de quartzito também são usadas nos banheiros. Algumas unidades foram customizadas, como a do andar 34, que foi redesenhada por Kelly Behun com uma temática musical.
Dois elevadores conectam cada um dos andares ao térreo e ao andar 10. Um é um elevador de dois andares com o andar inferior sendo de serviço e que também desce ao subsolo, enquanto o outro é um elevador tradicional com um andar. Além disso, as unidades duplex possuem elevadores que ligam os dois andares.

## Questões e incidentes

### Processos jurídicos

#### AmBase

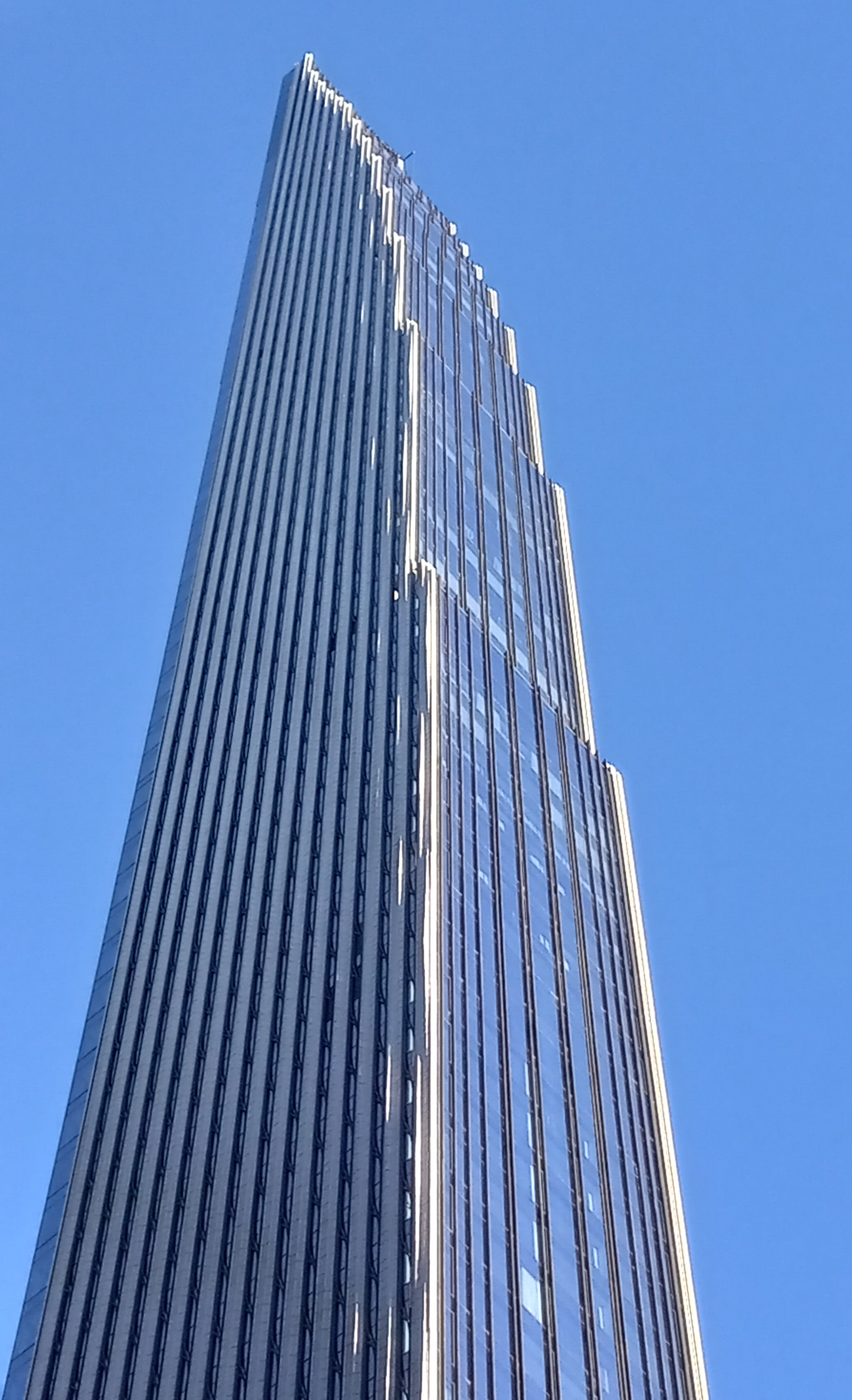
O 111 West 57th Street em novembro de 2024

A AmBase processou Stern e Maloney em abril de 2016 alegando que os incorporadores tinham negligenciado a contabilização de excessos de custos em até cinquenta milhões de dólares. A empresa pediu uma indenização de 105 milhões de dólares em relação às duas chamadas de capital que não participou, afirmando que essas chamadas serviram principalmente para diluir sua participação. Richard Bianco, o fundador da AmBase, acusou Stern e Maloney de usarem fontes de financiamento de terceiros ilegítimas a fim de financiarem suas próprias participações, com a AmBase também afirmando que Becker e Ruhan não tiveram suas participações diluídas apesar de não terem participado das chamadas de capital. O litígio inicial provocou uma série de processos que duraram anos. A JDS e PMG processaram de volta em janeiro de 2017, alegando que como nunca houve um orçamento oficialmente aprovado, não havia medida para o qual determinar excessos de custos.
A AmBase processou novamente em meados de 2017, desta vez afirmando que Stern e Maloney estavam de conluio com a Spruce com o objetivo de permitirem uma execução hipotecária que iria acabar com o investimento de capital de 66 milhões de dólares da AmBase, ao mesmo tempo preservando a participação de 35 milhões de Stern e Maloney. A empresa recebeu uma liminar inicial, porém a divisão de julgamentos da Suprema Corte de Nova Iorque julgou em agosto que Stern e Maloney poderiam receber o controle total do projeto, desta forma eliminando completamente o investimento da AmBase. A Divisão de Apelações também julgou contra a empresa em janeiro de 2018.
A AmBase reabriu a segunda ação judicial em um tribunal federal, afirmando que o suposto conluio violava a Lei de Organizações Corruptas e Influenciadas por Extorsionários, querendo uma indenização de 136 milhões de dólares. Bianco na época estava também enfrentando um processo do fundo de cobertura IsZo Capital, que alegava que a empresa tinha forçado a execução hipotecária de 2017 ao bloquear o empréstimo da Baupost Group para benefício do próprio Bianco. O processo federal foi rejeitado em outubro porque o tribunal achou que não existiam evidências de conluio entre Stern, Maloney e a Spruce. A empresa processou os três mais uma vez em maio de 2019, repetindo suas alegações de conluio e querendo uma indenização pela suposta quebra dos deveres fiduciários dos incorporadores. A empresa então apelou ao Segundo Circuito de Cortes de Apelação dos Estados Unidos, que negou o apelo em setembro. Os processos continuaram na década de 2020; o litígio era tão grande que um juiz chegou a comparar as reclamações da AmBase ao romance Guerra e Paz.

#### Outros
Barbara Corcoran, a fundadora da Corcoran Group, processou os incorporadores por trinta milhões de dólares em junho de 2018, afirmando que o contrato da empresa para vender os apartamentos do edifício tinham sido injustamente terminado. Os incorporadores afirmaram que a empresa tinha sido demitida porque não tinha vendido 25 por cento das unidades até meados de 2018, como estipulava o contrato. Entretanto, Corcoran afirmou que por causa de vários processos, atrasos e estouros de orçamento, a divulgação e vendas de unidades tinham sido paralisadas pelos incorporadores, impossibilitando que a corretora alcançasse seus objetivos de vendas. Barbara Corcoran também processo a Douglas Elliman por interferência tortuosa, alegando que esta tinha contratado a diretora de vendas do 111 West 57th Street em violação a sua cláusula de não concorrência.
A JDS processou a Copper II, a contratante de climatização, e sua seguradora Talisman Casualty em dezembro de 2020 por 11,7 milhões. Os incorporadores afirmaram que a Copper II tinha adiado a instalação do sistema de climatização, causando danos em vários andares. A JSD também processou a US Crane & Rigging, a contratante do guindaste, e uma de suas subsidiárias por cinquenta milhões, afirmando que a negligência da US Crane tinha causado a queda de painéis de vidro da fachada. Além disso, investidores prejudicados durante a pandemia discutiram as questões da construção, com várias processando os incorporadores separadamente.

### Disputas trabalhistas
A intenção dos incorporadores era que o 111 West 57th Street se tornasse o edifício mais alto de Nova Iorque construído com trabalhadores não sindicalizados. Estes eram mais baratos e não precisavam ser compensados com horas extras dobradas, taxas de pensão por hora e benefícios. Esta decisão atraiu grande escrutínio dos politicamente poderosos sindicatos de construção de Nova Iorque. O líder sindical Gary LaBarbera criticou os incorporadores por não usarem trabalho sindicalizado ou fornecer treinamento de segurança adequado. O sindicato detalhou vários incidentes que ocorreram na construção, incluindo "um trabalhador caindo de um andaime que não tinha corrimão, um trabalhador que caiu em um desabamento parcial do edifício e outro que teve sua perna esmagada quando viga de aço escorregou". Gale Brewer, presidente do bairro de Manhattan, enviou uma carta a Stern preocupada sobre a segurança, treinamento e pagamento dos trabalhadores. Letitia James, a Defensora Pública da Cidade de Nova Iorque, teve as mesmas preocupações e concordou que o uso de trabalhadores não sindicalizados aumentaria o perigo. Trabalhadores sindicalizados protestaram contra Stern, incluindo com ratos infláveis em eventos com sua presença e atrapalhando seus discursos. Stern, por sua vez, criticou publicamente os sindicatos.
Cyrus Vance Jr., o Promotor Distrital do Condado de Nova Iorque, indiciou a subcontratante Parkside Construction em maio de 2018 por vários crimes financeiros. O indiciamento incluiu acusações do roubo de 1,7 milhões de dólares de 520 trabalhadores que trabalharam no projeto ao reduzir propositalmente suas horas de trabalho e não pagar horas extras, esconder do seguro estadual 42 milhões de dólares em salários de funcionários a fim de evitar pagamentos de prêmios de indenização trabalhista, e uso de imigrantes ilegais. Os irmãos Francesco e Salvatore Pugliese, os donos da empresa, foram acusados de furto, fraude de seguros e esquema para fraudar, enquanto vários funcionários da Parkside  também foram acusados no esquema. A Parkside tinha sido anteriormente processada em 2015 em uma ação coletiva de ex-trabalhadores do 111 West 57th Street por suposto roubo de salários. Os irmãos Pugliese se declararam culpados em fevereiro de 2021 de fraude de seguros e foram forçados a pagar um fundo de seguros de 1,4 milhões em troca por uma soltura condicional. Os dois não foram condenados a prisão nem forçados a restituir o dinheiro de seus trabalhadores.

### Incidentes de segurança
Um andaime preso ao 111 West 57th Street se soltou do exterior em 21 de janeiro de 2019, bateu em janelas e derrubou pedaços de vidro quebrado na rua por conta dos ventos fortes. O Departamento de Edifícios da Cidade de Nova Iorque iniciou uma ordem de paralisação parcial das obras e emitiu uma violação por falha na proteção de equipamentos de construção. Pedaços de concreto também supostamente caíram do edifício enquanto concreto estava sendo derramado, acertando a vizinha Casa Hampshire, enquanto um bloco de terracota caiu da torre em janeiro de 2020, amassando o teto de um táxi que passava pela rua. Mais ventos fortes em 29 de outubro fizeram o braço do guindaste de construção se soltar e bater contra a fachada, espalhando destroços. Investigadores determinaram que a causa foi um cabo que se rompeu. Um pedaço do muro cortina caiu 56 andares até a rua em 15 de novembro, enquanto em 24 de dezembro outro painel de vidro caiu na Rua 58. Uma placa de gelo supostamente caiu do 111 West 57th Street em 27 de fevereiro de 2022, danificando um carro e ferindo seu motorista. O Departamento de Edifícios multou os donos do prédio pelo incidente.

## Recepção
O crítico arquitetônico Paul Goldberger da Vanity Fair chamou a torre de "possivelmente a mais elegante" das estruturas da Ala dos Bilionários e "uma reinterpretação sutil e graciosa em forma moderna das torres 'bolo de casamento' com recuos do passado de Nova Iorque". C. J. Hughes do The New York Times comentou que a torre rejeitava "o visual cristalino tão popular com os novos empreendimentos no bairro". O crítico arquitetônico Carter Horsley afirmou que o prédio era "um projeto bem original" e que "definitivamente tem uma personalidade feminina" com sua coroa lembrando uma tiara. A historiadora arquitetônica Carol Willis ficou otimista que vários edifícios da Ala dos Bilionários se tornarão marcos designados de Nova Iorque, incluindo o 111 West 57th Street, por serem "exemplos superiores das formas icônicas características da Nova Iorque dos anos 2010". Bianca Bosker do The Atlantic chamou o prédio de "um condomínio de luxo semelhante ao filho de um aspirador de pó e uma lâmina [Gillette] Mach3". Sobre a esbeltez do edifício, Justin Davidson da New York escreveu que "Torre alguma será a última, maior ou mais alta por muito tempo, mas esta talvez seja a melhor", enquanto Michael J. Lewis do The Wall Street Journal comentou que "Estas não são as proporções de uma coluna clássica, mas sim de um mexedor de café".
A construção do 111 West 57th Street foi criticada. Um grupo protestou em 2015, enquanto a torre estava em desenvolvimento, que os edifícios da Ala dos Bilionários projetariam sombras longas sobre o Central Park. Um jornalista da Business Insider visitou um dos apartamentos em 2019 e escreveu que "Não posso dizer que minha visita deste primeiro condomínio pareceu muito diferente de outros apartamentos da Ala dos Bilionários que já visitei". Edwin Heathcote do Financial Times descreveu o 111 West 57th Street como um "arranha-fino" que era a "mais pura ilustração da arquitetura como expressão do capital excedente". Heathcote lamentou que seu propósito, em vez de ser uma cidade movimentada por si só que uniria as pessoas como era o objetivo dos arranha-céus construídos nas décadas de 1920 e 1930, era a "exclusão dos 99,99 por cento".